# Джингоизъм
Джингоизмът (от английски: jingo, евфемизъм за Исус Христос) е националистически възглед, подкрепящ агресивната външна политика – използването на заплахи или сила за защита на националните интереси в чужбина.
Името „джингоизъм“ започва да се използва във Великобритания във връзка с антируските настроения по време на Руско-турската война от 1877 – 1878 година.